# Le Breuil-en-Bessin
Le Breuil-en-Bessin is een gemeente in het Franse departement Calvados (regio Normandië) en telt 258 inwoners (1999). De plaats maakt deel uit van het arrondissement Bayeux.

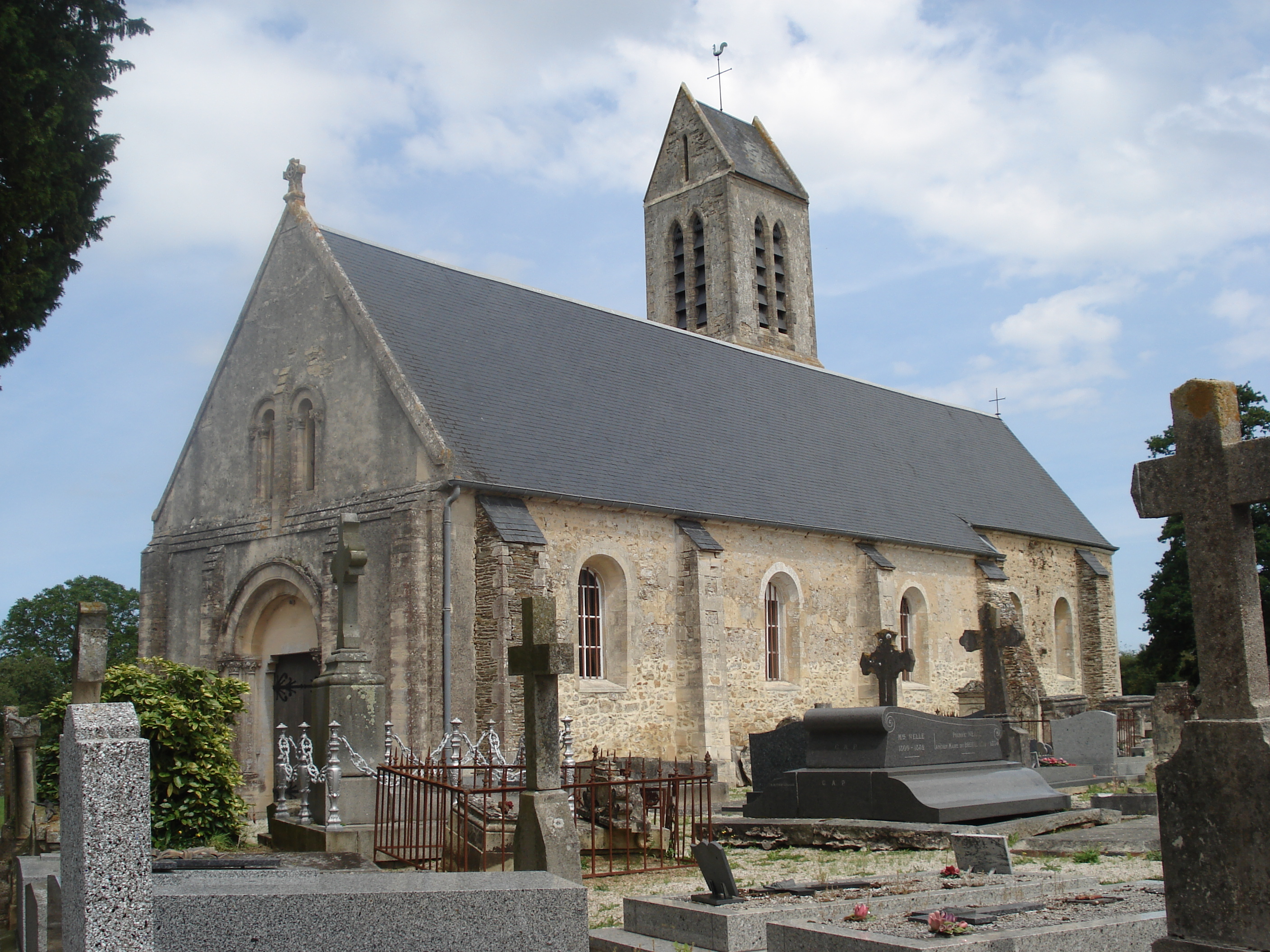
Kerk in Le Breuil-en-Bessin
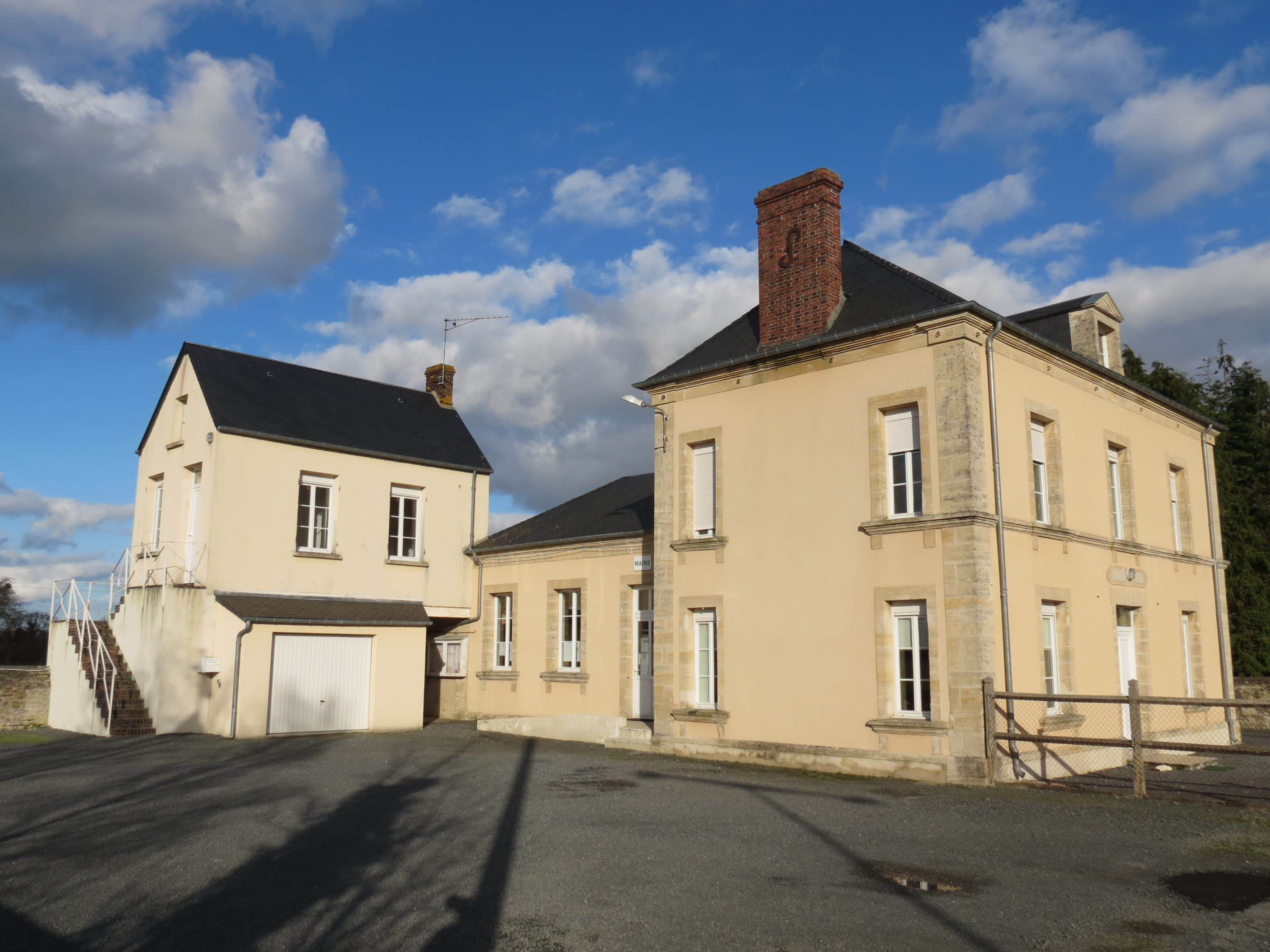
Gemeentehuis

## Geografie
De oppervlakte van Le Breuil-en-Bessin bedraagt 4,4 km², de bevolkingsdichtheid is 58,6 inwoners per km².
De onderstaande kaart toont de ligging van Le Breuil-en-Bessin met de belangrijkste infrastructuur en aangrenzende gemeenten.

## Demografie
Onderstaande figuur toont het verloop van het inwonertal (bron: INSEE-tellingen).
Vanwege een beveiligingsprobleem met de MediaWiki Graph-software is het momenteel niet mogelijk deze grafiek weer te geven. Zodra de software is bijgewerkt zal de grafiek vanzelf weer zichtbaar worden.
1. ↑  Populations de référence 2022.